# Gustavo Fernández Pedraza
Gustavo Adolfo Fernández Pedraza (Santa Cruz de la Sierra, 23 de agosto de 1986) es un futbolista boliviano que juega como guardameta.
Jugó en Universitario de Sucre en 2012. En 2014 retorno a The Strongest. También jugó para Sport Boys Warnes en 2018.

## Clubes
| Club                 | País    | Año         |
| -------------------- | ------- | ----------- |
| The Strongest        | Bolivia | 2009 - 2010 |
| Real Mamoré          | Bolivia | 2011        |
| Universitario (USFX) | Bolivia | 2011 - 2012 |
| The Strongest        | Bolivia | 2013 - 2016 |
| Always Ready         | Bolivia | 2017        |
| Sport Boys Warnes    | Bolivia | 2018        |
| FATIC                | Bolivia | 2019        |

## Palmarés

### Campeonatos nacionales
| Título           | Club          | País    | Año           |
| ---------------- | ------------- | ------- | ------------- |
| Primera División | The Strongest | Bolivia | Apertura 2013 |
| Primera División | The Strongest | Bolivia | Apertura 2016 |